# Armillifer
Armillifer is een geslacht van kreeftachtigen uit de klasse van de Ichthyostraca.

## Soorten
- Armillifer aborealis Riley & Self, 1981
- Armillifer agkistrodontis Self & Kuntz, 1966
- Armillifer armillatus (Wyman, 1845)
- Armillifer australis Heymons, 1935
- Armillifer grandis (Hett, 1915)
- Armillifer mazzai (Sambon, 1922)
- Armillifer moniliformis (Diesing, 1836)
- Armillifer yoshidai Kishida, 1928